# دانشگاه بین‌المللی علوم انسانی و توسعه
دانشگاه بین‌المللی علوم انسانی و توسعه (به لاتین: International University of Humanities and Development) یک دانشگاه در ترکمنستان است که در عشق‌آباد واقع شده‌است.